# Monumento a las Brigadas Internacionales

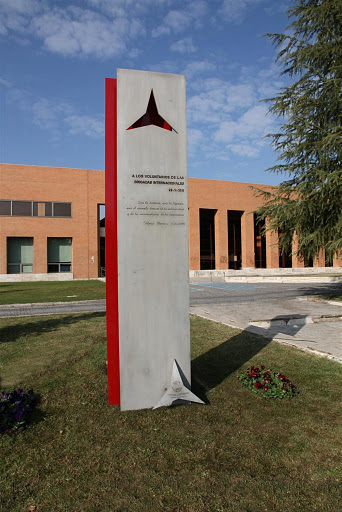
El monumento en 2011.

El Monumento a las Brigadas Internacionales es un monumento, ubicado en el campus de la Universidad Complutense de Madrid, dedicado a los miembros de las Brigadas Internacionales que combatieron en la Guerra Civil Española.
Fue inaugurado el 22 de octubre de 2011 y el monumento ha sido objeto de vandalismo en varias ocasiones. En 2013, una denuncia de un particular alegaba que el Tribunal Supremo de Madrid confirmó una denuncia de que el monumento constituía una violación de las normas urbanísticas locales y debería ser retirado.
Una petición para mantener el símbolo llegó a cosechar 16000 firmas y, según la Asociación de Amigos de las Brigadas Internacionales, llegaron cartas Anne Hidalgo, Laurent Fabius y 56 parlamentarios británicos. En febrero de 2017, la Junta del Distrito de la Moncloa autorizó la instalación y el monumento aún está en su sito. 